# Tankōbon
Tankōbon (jap. 単行本, dt. „Einzelbuch“) ist der japanische Begriff für ein Buch, das in sich komplett und kein Teil einer Serie ist. Dennoch wird dieser Ausdruck in der Manga-Industrie genutzt, um einzelne Ausgaben einer Serie zu bezeichnen. Ein Tankōbon bezeichnet somit, von Taschenbüchern über Bücher mit Schönheitstipps, Bilderbücher, Kataloge und Ähnliches, jede erdenkliche Form eines gebundenen Werkes. Der Begriff selbst ist spezifischer als hon – eine allgemeine Bezeichnung für Bücher, die auch Bücherserien mit einschließt.
Zu den Tankōbon zählen jedoch nicht die Buchformen Bunkobon (文庫本 bunkobon, typischerweise für Romane verwendet), Shinsho (新書 shinsho, dt. „neu herausgegebenes Buch“ oder „Buchneuerscheinung“; typischerweise für informative Bücher und Lehrbücher verwendet) sowie die großformatigen Mook (ムック mukku, ein Kofferwort aus magazine und book; Printausgaben mit sehr vielen Fotografien), solange diese innerhalb einer Serie auftauchen.
Es gibt keine Vorgaben für die Ausmaße eines Tankōbon, so dass selbst Miniaturbücher (豆本 mamehon, dt. „Kleinstbuch“) und zeichenblattgroße Bücher eingeschlossen sind. Für außergewöhnliche Formate existieren jedoch häufig andere fachspezifische Bezeichnungen.

## Manga
Üblicherweise werden Manga in wöchentlich oder monatlich erscheinenden Manga-Magazinen (wie z. B. Afternoon, Weekly Shōnen Jump oder Hana to Yume) abgedruckt. Diese haben in etwa die Größe von Telefonbüchern und bestehen aus hunderten von Seiten, gefüllt mit den Geschichten verschiedener Autoren. Dabei wird auf meist sehr billigem Zeitungspapier gedruckt und die Ausgaben werden als Wegwerfartikel gesehen. Die gesammelten Kapitel solcher Geschichten erscheinen häufig in gebundener Form als Tankōbon. Dabei wird in der Regel besseres Papier verwendet, was auch zu einer besseren Qualität führt. Manga-Tankōbon besitzen üblicherweise eine Größe von JIS B6, d. h. knapp 13 × 18 cm.

### Aizōban und Kanzenban
Ein Aizōban (愛蔵版 aizōban, dt. „Liebhaberausgabe“) ist die Sammler-Edition einer Ausgabe. Diese Ausgaben sind teurer und mit besonderen Beigaben versehen. So wird häufig der Bucheinband, meist aus besonderem Papier, extra für die Edition erstellt. Die Papierqualität liegt in der Regel noch über der eines normalen Tankōbon. Zudem werden noch weitere Zugaben, jeglicher erdenklichen Art, erdacht. Da Aizōban in der Regel nur in limitierten Ausgaben angefertigt werden, steigt deren Begehrtheit und Wert häufig an. Es werden jedoch nur von den populärsten Manga solche Ausgaben angefertigt.
Der Begriff Kanzenban (完全版 kanzenban, dt. „vollständige Ausgabe“ oder „Komplettausgabe“) bezeichnet ebenfalls diese Sonderausgaben, betont aber besonders deren Vollständigkeit, Aizōban hingegen deren Wert.
Bisher sind außerhalb von Japan nur wenige dieser Ausgaben, wie von Fruits Basket oder Kenshin, erschienen.

### Bunkoban
Ein Bunkoban (文庫版 bunkoban, dt. etwa „bibliothekarische Ausgabe“ oder „Archivausgabe“) besitzt üblicherweise die gleiche Größe wie ein japanischer Taschenroman (Bunkobon) und umfasst in etwa den doppelten Inhalt wie ein Tankōbon. Diese sind nur knapp 15 cm hoch (DIN A6), aber wesentlich dicker. Wie bei Aizōban wird auch hier, falls es sich um ein Manga handelt, meist ein neuer Einband entworfen und höherwertiges Papier verwendet. Der Begriff wird auch, durch das Weglassen der Silbe „ban“, zu Bunko abgekürzt.

### Wideban
Als Wideban (ワイド版 waidoban, dt. etwa „Breitausgabe“) werden Bücher bezeichnet, die größer (häufig DIN A5) als ein normales Tankōbon sind und Serien in einer geringeren Zahl von Einzelausgaben zusammenfassen.

### Shinsōban
Shinsoban (新装版 shinsōban, dt. etwa „Neuausgabe“) sind üblicherweise Neuausgaben mit einem überarbeiteten Einband und einigen Farbseiten.